# Lincoln Davis

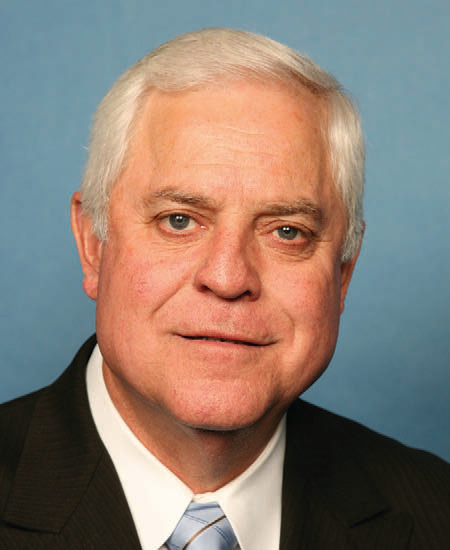
Lincoln Davis (2009)

Lincoln Edward Davis (* 13. September 1943 bei Pall Mall, Fentress County, Tennessee) ist ein US-amerikanischer Politiker. Zwischen 2003 und 2011 vertrat er den Bundesstaat Tennessee im US-Repräsentantenhaus.

## Werdegang
Lincoln Davis studierte bis 1964 an der Tennessee Technological University in Cookeville. Danach stieg er in die Baubranche ein. Bis heute ist er Leiter einer Baufirma. Zwischenzeitlich war er auch Farmer. Außerdem begann er als Mitglied der Demokratischen Partei eine politische Laufbahn. Zwischen 1978 und 1982 amtierte er als Bürgermeister der Stadt Byrdstown. Von 1980 bis 1984 war er Abgeordneter im Repräsentantenhaus von Tennessee. Später saß er zwischen 1996 und 2002 im Staatssenat.
Bei den Kongresswahlen des Jahres 2002 wurde Davis im vierten Wahlbezirk von Tennessee in das US-Repräsentantenhaus in Washington, D.C. gewählt, wo er am 3. Januar 2003 die Nachfolge von Van Hilleary antrat. Nach drei Wiederwahlen konnte er bis zum 3. Januar 2011 vier Legislaturperioden im Kongress absolvieren. Diese waren von den Ereignissen des Irakkrieges  geprägt. Im Kongress war Davis Mitglied im Bewilligungsausschuss, im Wissenschafts- und Technologieausschuss sowie in vier Unterausschüssen. Er war gegen Abtreibungsgesetze und gegen Waffenkontrollen; innerhalb seiner Partei gehörte er der eher konservativen Blue Dog Coalition an. Bei den Wahlen des Jahres 2010 unterlag er dem Republikaner Scott DesJarlais.
Lincoln Davis ist mit der Lehrerin Lynda Davis verheiratet, mit der er drei Töchter hat. Privat lebt die Familie in Pall Mall.